# بوب دوفال
بوب دوفال (بالإنجليزية: Bob Duval)‏ هو لاعب غولف أمريكي، ولد في 9 أكتوبر 1946 في سكنيكتادي في الولايات المتحدة.

## وصلات خارجية
- بوب دوفال على موقع رابطة لاعبي الغولف المحترفين (الإنجليزية)